# Mitjušino (Vjazemskij rajon (Oblast' di Smolensk))
Mitjušino è un centro abitato della Russia.